# Benthobatis yangi
Benthobatis yangi е вид хрущялна риба от семейство Narcinidae. Видът е уязвим и сериозно застрашен от изчезване.

## Разпространение
Разпространен е в Провинции в КНР и Тайван.

## Описание
На дължина достигат до 21,5 cm.